# Johann Hönig

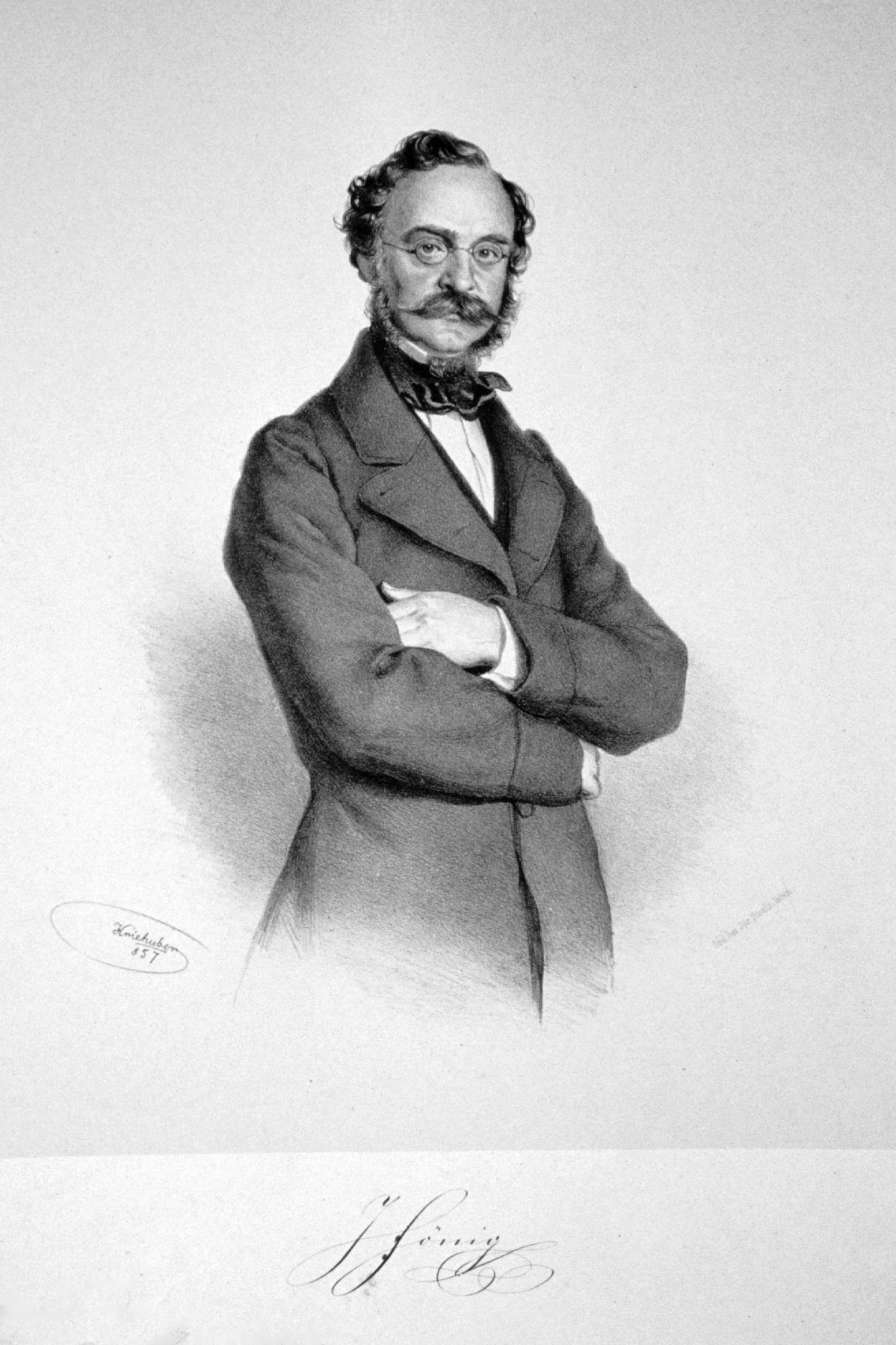
Johann Hönig (1857, Lithografie von Josef Kriehuber)

Johann Hönig (* 9. März 1810 in Bad Karlsbrunn; † 26. Oktober 1886 in Preßbaum) war ein österreichischer Mathematiker.

## Leben
Hönig studierte am Polytechnischen Institut Wien und war ab 1835 Assistent für Mechanik und von 1839 bis 1843 Professor für Darstellende Geometrie und Zivilbaukunst an der Berg- und Forstakademie in Schemnitz. Anschließend zog er nach Wien, wo er in den nächsten 27 Jahren Professor für Darstellende Geometrie am Polytechnischen Institut Wien war. 1868/69 war er dort Rektor. Unter ihm wurden Mathematiker wie Rudolf Niemtschik (Niemcik, 1831–1877), Rudolf Staudigl (1838–1891) und Rudolf Skuherský (1828–1863) ausgebildet.

## Werke
- Anleitung zum Studium der darstellenden Geometrie (Wien, 1845), Digitalisat